# Sportforum Kaarst-Büttgen

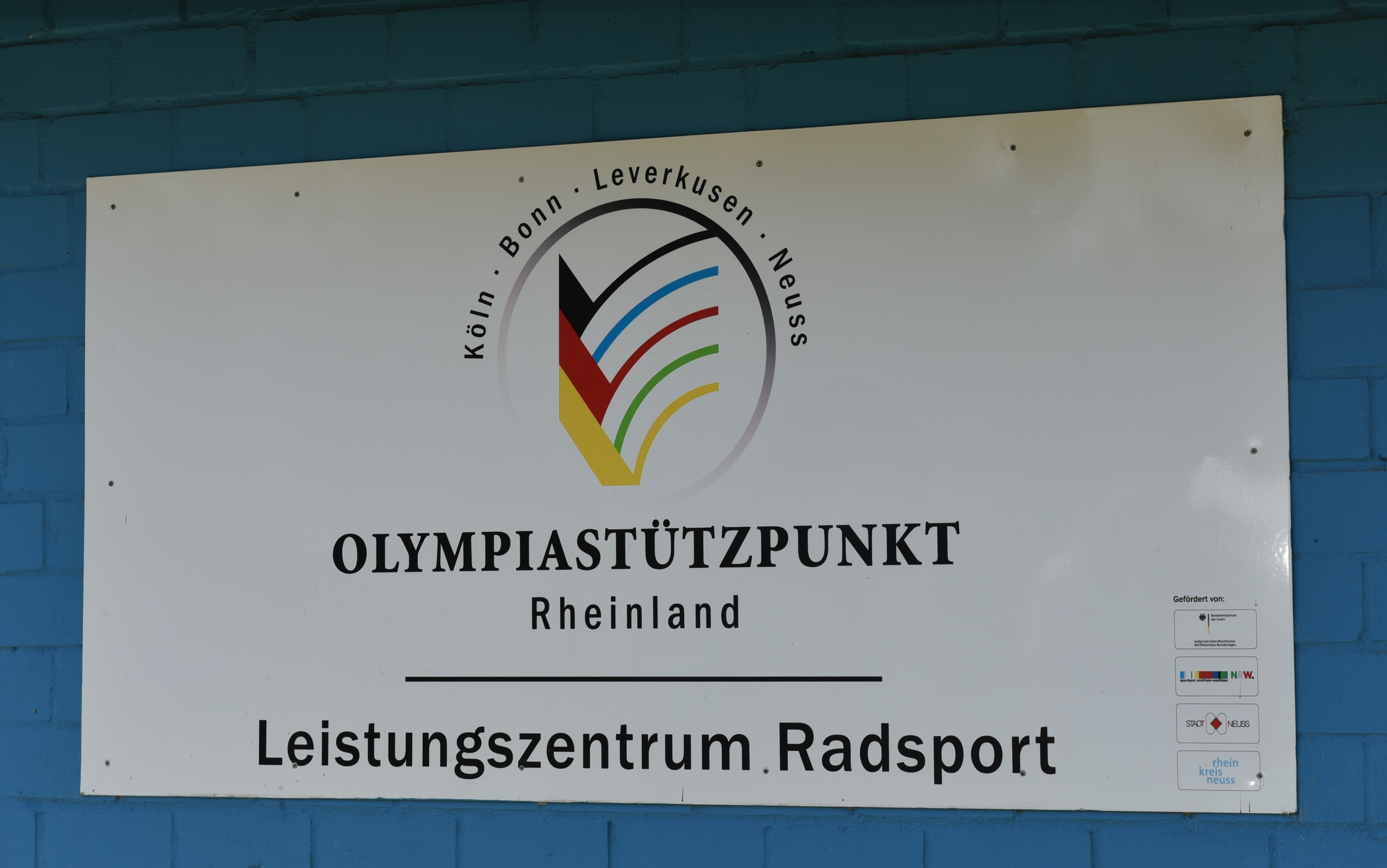
Schild am Sportforum Kaarst-Büttgen, das als Olympiastützpunkt dient

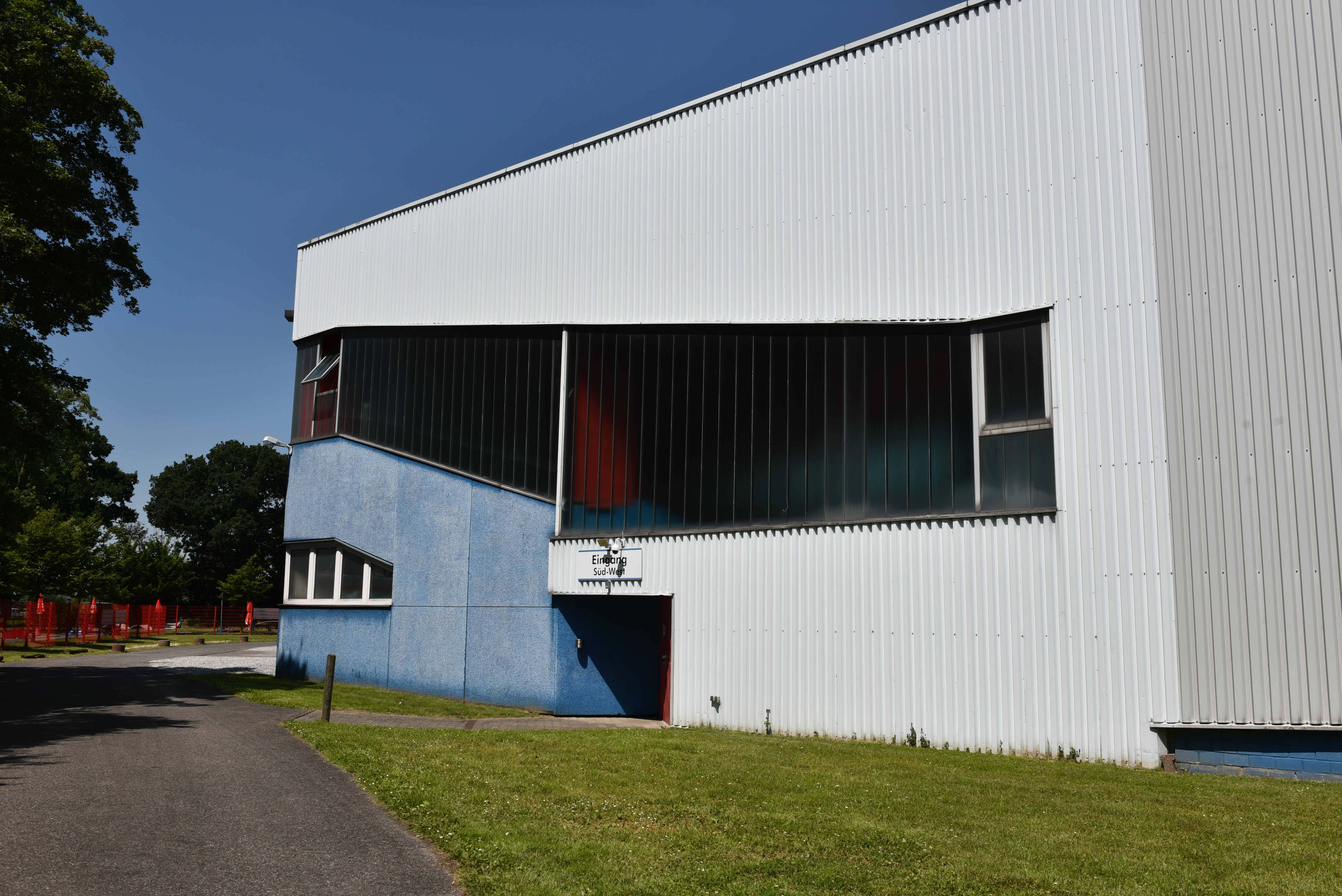
Einer der Eingänge zur Halle

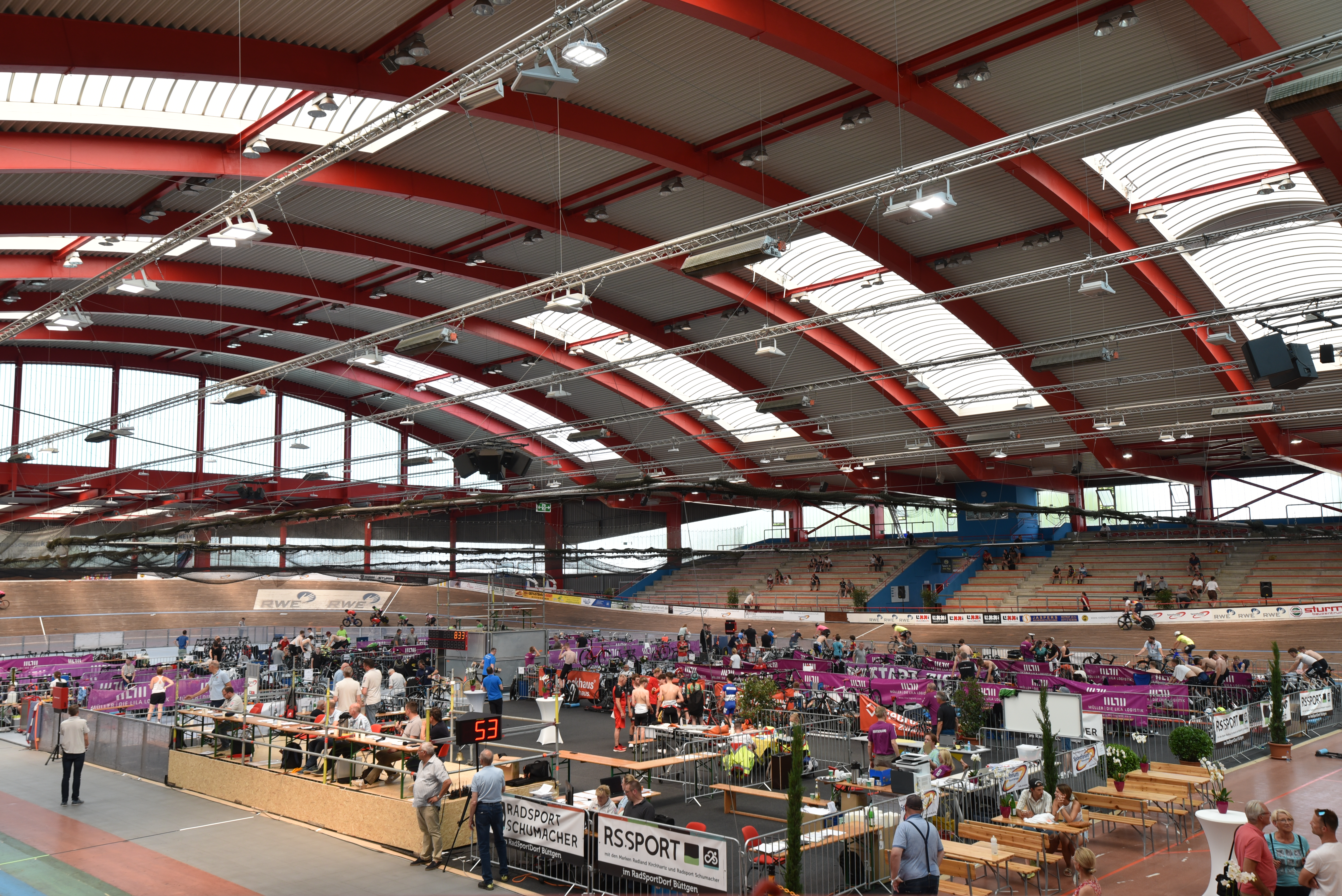
Innenraum während der deutschen Meisterschaften im Bahnradsport 2022

Das Sportforum Kaarst-Büttgen ist eine Sporthalle mit Radrennbahn in Büttgen, einem Ortsteil von Kaarst.

## Geschichte
Die Radrennbahn im Sportforum Büttgen wurde zwischen 1970 und 1972 als offene Bahn zur Olympiavorbereitung für die Spiele in München 1972 errichtet. Zur Einweihung kam der damalige NRW-Innenminister Willi Weyer per Hubschrauber. Die Bahn wurde aus witterungsbeständigem afrikanischem Doussie-Afzelia-Holz gebaut, sie ist 250 Meter lang und sechs Meter breit. Geplant wurde sie vom Architekturbüro Schürmann aus Münster. Die Kurven (bis zu 47°) werden zu den steilsten der Welt gezählt. Die überdachende Halle wurde 1980 errichtet. Insgesamt umfasst das Sportforum 6215 Quadratmeter Fläche, die Innenfläche ist rund 4000 Quadratmeter groß und bietet Sitzplätze für etwa 1600 Zuschauer.
Ende der 1990er Jahre gab es von Seiten der Stadt Pläne, das Sportforum abreißen zu lassen, wogegen sich jedoch erfolgreich Widerstand formierte, etwa durch Mitglieder des Vereins VfR Büttgen. Die Halle blieb erhalten, wurde schließlich saniert und im März 2000 wiedereröffnet. Seitdem ist sie eine multifunktionale Sportstätte, die für weitere Sportarten wie Badminton, Basketball, Fußball, Gesundheitssport, Leichtathletik und Schulsport, aber auch für andere Veranstaltungen wie Messen oder Konzerte genutzt wird, und die über eine zusätzliche Gymnastikhalle verfügt. Das Sportforum ist ein Landesleistungsstützpunkt des Radsportverbandes Nordrhein-Westfalen. Unter dem Dach des Sportforums befindet sich auch ein Hotel mit Gaststätte.
Nach dem ersten Rennen zur Einweihung der großen Halle am 12. April 1980 fand zum ersten Mal am Traditionstag, dem 30. April, die Radsportveranstaltung „Spurt in den Mai“ statt. Seitdem wird dieses Bahnrennen jährlich ausgetragen. Nationalteams, Weltmeister und Olympiasieger bereiten sich in Büttgen auf Wettkämpfe oder Meisterschaften vor. 
In Büttgen fanden in den Jahren 2002 und 2008 die Deutschen Bahnradsport-Meisterschaften und 2002 die Europameisterschaften statt. Im Juni 2022 wurden dort erneut deutsche Meisterschaften im Bahnradsport ausgetragen.